# Kompromiss von Ioannina
Als Kompromiss von Ioannina (auch Formel von Ioannina genannt) wird eine Regelung zum Schutz von Minderheiten bezeichnet, die bei Abstimmungen im Rat der Europäischen Union angewandt werden kann. Er sieht vor, dass eine Minderheit von Mitgliedstaaten, deren Stimmenzahl zwar nicht zur Bildung einer Sperrminorität bei Mehrheitsentscheidungen und damit zur Verhinderung einer Beschlussfassung ausreicht, immerhin weitere Verhandlungen erzwingen und damit die Beschlussfassung hinauszögern bzw. eine Änderung der Beschlussvorlage erreichen kann.
Sofern die überstimmte Minderheit zusammen mindestens 55 % der für eine Sperrminorität notwendige Stimmen- oder Bevölkerungszahl vereinigt, kann jeder der überstimmten Mitgliedstaaten erneute Verhandlungen zum Entscheidungsgegenstand verlangen und damit das Verfahren „abbremsen“. Diese Regelung greift gemäß dem Vertrag von Lissabon ab April 2017. Sofern  bereits zuvor nach den EU-Regeln der doppelten Mehrheit abgestimmt wird, gilt eine Quote von 75 %.
Die Kompromissformel geht auf eine informelle Tagung der Außenminister der Mitgliedstaaten der Europäischen Union am 29. März 1994 in der griechischen Provinzstadt Ioannina zurück.

## Entwicklung der Sperrminoritäten

### Maastrichter Vertrag
Die Stimmenverteilung aufgrund des Maastrichter Vertrags von 1993 gab den Mitgliedstaaten zwischen 2 und 10 Stimmen für Entscheidungen mit Qualifizierter Mehrheit. Bei den damals 12 Mitgliedstaaten betrug die qualifizierte Mehrheit 54 Stimmen der insgesamt 76 Stimmen. Mit 23 Stimmen wurde die Sperrminorität erreicht, mit der ein Beschluss verhindern werden konnte. Mit dem Beitritt von Finnland, Österreich und Schweden am 1. Januar 1995 erhöhte sich die Stimmenzahl auf 87, die Sperrminorität sollte entsprechend auf 26 Stimmen anwachsen. Einige Mitgliedstaaten, darunter Großbritannien und Spanien, verlangten die Beibehaltung der Sperrminorität von 23 Stimmen.
Der Rat der Außenminister beschloss in Ioannina eine neue Regel für Mehrheitsentscheidungen in der EU: Wenn Ratsmitglieder, die zwischen 23 (frühere Sperrminorität) und 26 (neue Sperrminorität) Stimmen haben, signalisieren, dass sie eine Mehrheitsentscheidung des Rates ablehnen, wird der Rat alles daran setzen, um innerhalb einer angemessenen Frist zu einer zufriedenstellenden Lösung zu gelangen, die mit mindestens 68 von 87 Stimmen gebilligt werden kann.
Der Kompromiss von Ioannina war ein Gentlemen’s Agreement, das seit 1994 praktisch nur einmal angewendet wurde. Eine britische Drohung von 1995 im Zusammenhang mit landwirtschaftlichen Ausgleichszahlungen führte sofort zu einer veränderten Beschlussvorlage.
Nachdem im Vertrag von Nizza vom 26. Februar 2001 die Stimmen im Ministerrat neu verteilt waren, wurde die Ioannina-Klausel vorübergehend gegenstandslos.

### Verfassungsvertrag
Bei den Verhandlungen der Regierungskonferenz 2003 über den EU-Verfassungsvertrag, in dem für viele Bereiche eine Beschlussfassung mit der doppelten Mehrheit von Mitgliedstaaten und von Bürgern dieser Staaten vereinbart wurde, wurde erneut ein Minderheitenschutz entsprechend der Formel von Ioannina vereinbart. Die „Erklärung zu Artikel I-25“ in den Anlagen zum Vertrag sieht vor, dass die Einführung des Abstimmungsprinzips der Doppelten Mehrheit anstelle der Stimmengewichte des Nizza-Vertrags (vorgesehen für den 1. November 2009) von einem verstärkten Minderheitenschutz begleitet wird, der mindestens bis 2014 gelten würde.
In dem Beschluss wurde festgelegt, dass der Rat weiter nach einer Lösung mit breiterer Zustimmung sucht, wenn mindestens 75 % der für eine Sperrminorität nach Artikel I-25(2) Entwurf des Verfassungsvertrages nötigen Mitgliedstaaten (oder Mitgliedstaaten, die 75 % der notwendigen Bevölkerung vertreten) ablehnen, dass über einen Vorschlag mit qualifizierter Mehrheit abgestimmt wird. Der Beschluss wäre mindestens bis 2014 in Kraft geblieben, danach hätte der Rat dessen Aufhebung beschließen können.

### Vertrag von Lissabon
Die Verankerung der Ioannina-Klausel im primären Gemeinschaftsrecht wurde 2007 von Seiten der polnischen Regierung zur Bedingung für Zustimmung zum Vertrag von Lissabon gemacht. Dies geschah allerdings nicht, wie zunächst gefordert, direkt in den Gründungsverträgen, sondern nur in einer Zusatzerklärung (Erklärung Nr. 7); diese kann jedoch nur einstimmig wieder geändert werden.
Inhaltlich wurde die Kompromissformel gegenüber dem Verfassungsvertrag so ergänzt, dass ab dem 1. April 2017 eine Erklärung durch 55 % (statt 75 %) der für eine Sperrminorität notwendigen Staaten oder durch Mitgliedsstaaten, die mindestens 55 % der Bevölkerung vertreten, ausreichend ist um eine Erörterung der strittigen Frage durch den Rat zu verlangen. Die Frist zur Ausarbeitung einer Lösung durch den Rat wurde nicht geregelt, sie hat lediglich gemäß Artikel 5 der Erklärung „angemessen“ zu sein;  während die Mehrheit der Mitgliedstaaten darunter etwa drei Monate versteht, hatte Polen während der Verhandlungen von zwei Jahren gesprochen.
Zwischen dem 1. November 2014 und dem 31. März 2017  braucht es für den „Abbremsmechanismus“ nach wie vor 75 % der Sperrminorität. Gemäß Art. 3 Abs. 2 des Protokolls über die Übergangsbestimmungen (Nr. 36) kann in dieser Übergangsperiode jedoch ein Mitglied des Rats beantragen, nach den Modalitäten des Nizza-Vertrags abzustimmen.
Die Erklärung, in der die Ioannina-Klausel enthalten ist, bezieht sich auf Art. 16 Abs. 4 des Vertrages über die Europäische Union (EUV) und auf Art. 238 Abs. 2 des Vertrages über die Arbeitsweise der EU (AEUV).